# Симон (ТВ филм)
„Симон” је југословенски ТВ филм из 1967. године. Режирао га је Здравко Шотра а сценарио је написао Мирко Ковач.

## Улоге
| Глумац           | Улога |
| ---------------- | ----- |
| Рахела Ферари    |       |
| Сима Јанићијевић |       |
| Владимир Поповић |       |